# Telmatobius truebae
Telmatobius truebae es una especie de anfibio anuro de la familia Telmatobiidae. Esta rana es endémica del norte de Perú, más concretamente de la Cordillera Oriental en los departamentos de Cajamarca, Amazonas y San Martín. Habita en arroyos y humedales de zonas de bosque húmedo montano y de puna entre los 2150 y los 3600 metros de altitud. Se reproduce en arroyos. Se encuentra amenazada de extinción, principalmente por la pérdida y degradación de su hábitat debido a la agricultura y ganadería.